# Obila rufomarginata
Obila rufomarginata är en fjärilsart som beskrevs av William Schaus 1901. Obila rufomarginata ingår i släktet Obila och familjen mätare. Inga underarter finns listade i Catalogue of Life.